# Bro församling, Uppsala stift
Bro församling är en församling i Upplands södra kontrakt i Uppsala stift. Församlingen ligger i Upplands-Bro kommun i Stockholms län och utgör ett eget pastorat.

## Administrativ historik
Församlingen har medeltida ursprung av var till 2006 moderförsamling i pastoratet Bro och Låssa som 1962 utökades med Håtuna församling och Håbo-Tibble församling. 2006 införlivades i Bro församling Håbo-Tibble församling och Låssa församling och 2010 Håtuna församling.

## Kyrkor
- Bro kyrka
- Håbo-Tibble kyrka
- Håtuna kyrka
- Kapellet i Bro
- Låssa kyrka